# Убийството на Джеси Джеймс от мерзавеца Робърт Форд
„Убийството на Джеси Джеймс от мерзавеца Робърт Форд“ (на английски: The Assassination of Jesse James by the Coward Robert Ford) е американски филм от 2007 година на режисьора Андрю Доминик.

## Актьорски състав
| Актьор           | Роля         |
| ---------------- | ------------ |
| Брад Пит         | Джеси Джеймс |
| Кейси Афлек      | Робърт Форд  |
| Сам Шепърд       | Франк Джеймс |
| Джеръми Ренър    | Уд Хайт      |
| Сам Рокуел       | Чарли Форд   |
| Пол Шнайдер      | Дик Лидил    |
| Гарет Дилахънт   | Ед Милър     |
| Мери-Луис Паркър | Зи Джеймс    |
| Зоуи Дешанел     | Дороти Еванс |

## Награди и номинации
| Награда                              | Категория                          | Номиниран(и)             | Резултат  |
| ------------------------------------ | ---------------------------------- | ------------------------ | --------- |
| Награди на филмовата академия на САЩ | Най-добра кинематография           | Най-добра кинематография | номинация |
| Награди на филмовата академия на САЩ | Най-добра поддържаща мъжка роля    | Кейси Афлек              | номинация |
| Златен глобус                        | Най-добър поддържащ актьор         | Кейси Афлек              | номинация |
| Сателит                              | Най-добър актьор в поддържаща роля | Кейси Афлек              | награда   |
| Сателит                              | Най-добри декори                   | Най-добри декори         | номинация |
| Сателит                              | Най-добра кинематография           | Най-добра кинематография | номинация |
| Сателит                              | Най-добра филмова музика           | Ник Кейв                 | номинация |